# Инфракрасная фотография

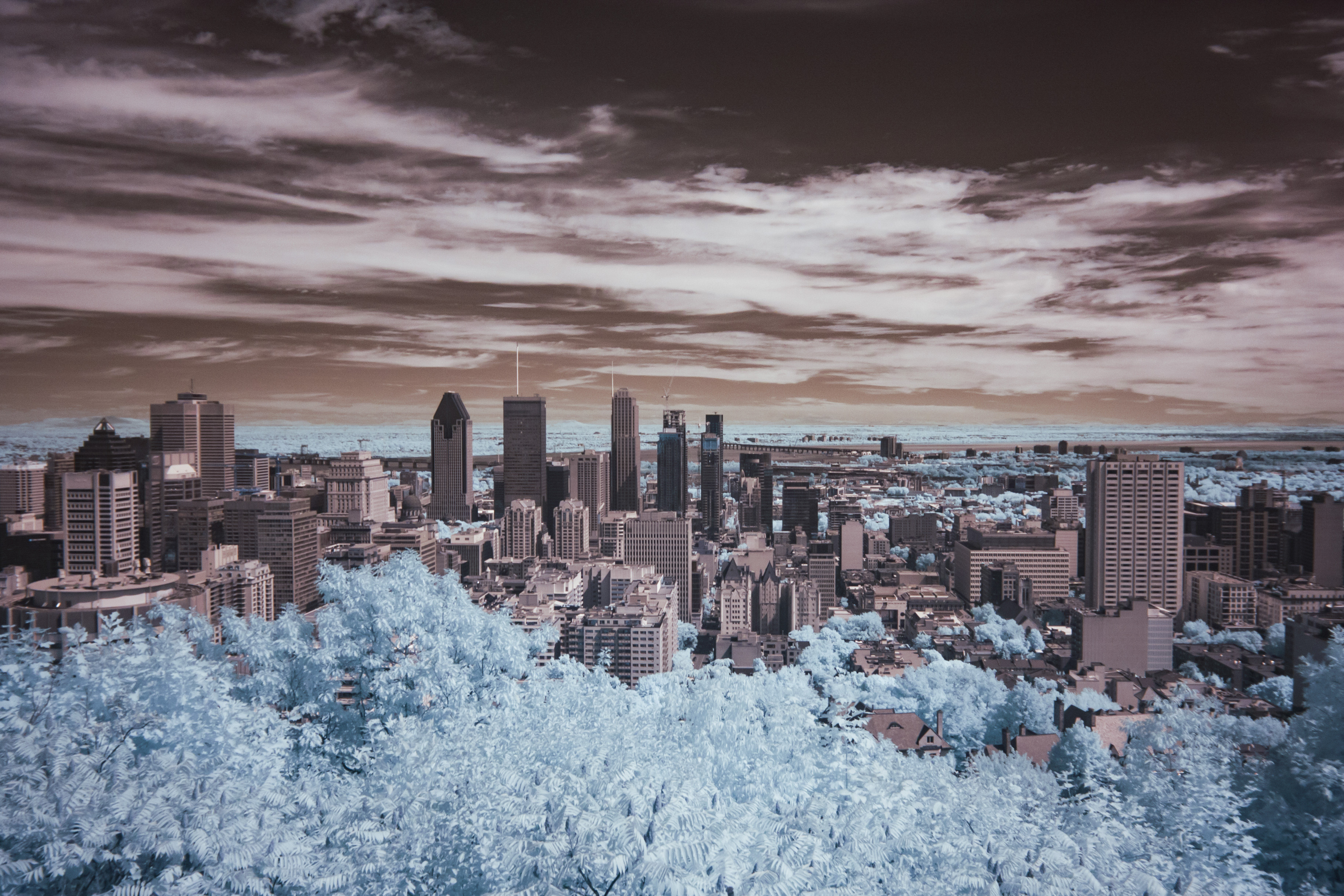

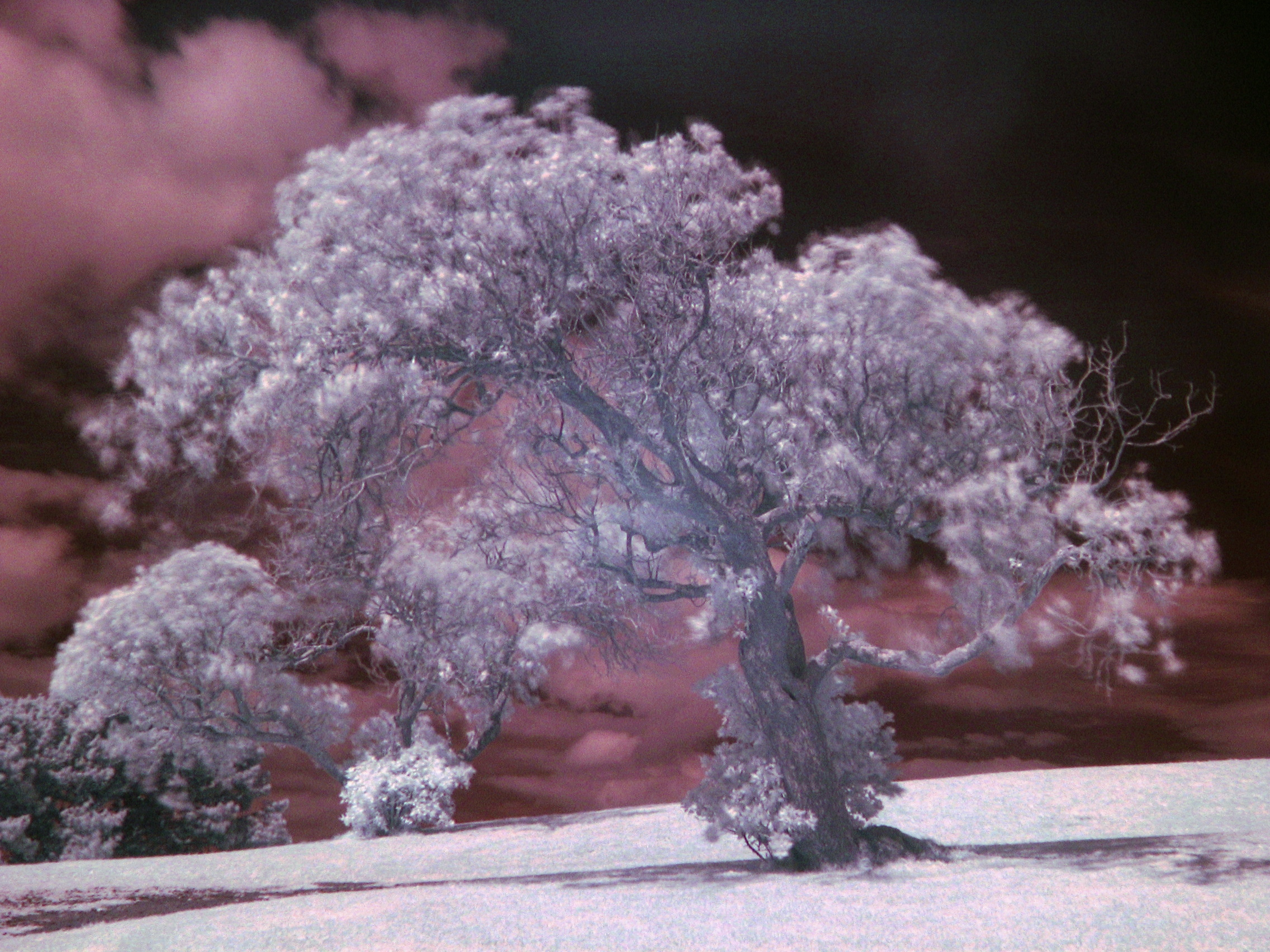
Дерево, сфотографированное в ближнем инфракрасном диапазоне.

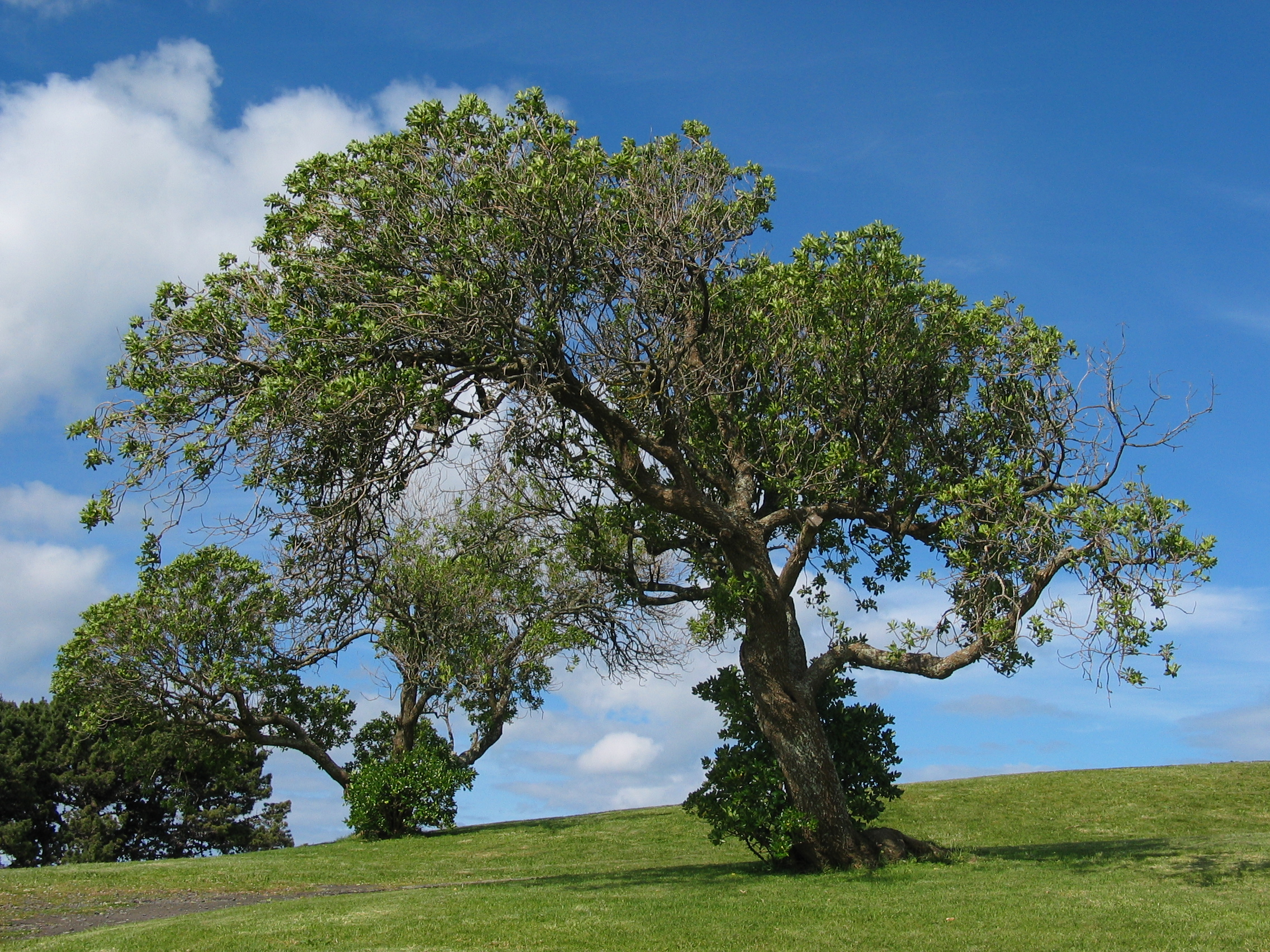
То же самое дерево, снятое в видимой части светового спектра

Инфракрасная фотография — это техника фотосъёмки, в которой используется специальная фотоплёнка или матрица цифрового фотоаппарата, чувствительные к инфракрасному световому излучению; используется специальный фильтр для цифрового фотоаппарата, который пропускает инфракрасный свет, но блокирует видимую часть спектра. Волновой диапазон, используемый в такой фотографии, лежит в пределах от 700 до 900 нм.
Для получения цифровой и пленочной инфракрасной фотографии используется чувствительность плёнки или матрицы цифрового фотоаппарата к инфракрасному излучению.
Спектр инфракрасного излучения делится на три части:
- Ближнее IR-A — 700—1400 нм;
- Среднее IR-B — 1400-30.000 нм;
- Дальнее IR-С — 30.000-1.000.000 нм;

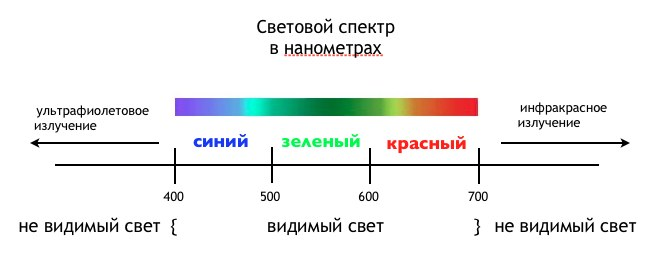
Световой спектр в нанометрах

Матрица цифровой фотокамеры не может записать среднее и дальнее инфракрасное излучение. Поэтому в цифровой инфракрасной фотографии используется ближнее инфракрасное излучение в диапазоне от 700 до 900 нм.
Матрица цифровой фотокамеры и инфракрасная фотоплёнка чувствительны не только к инфракрасному излучению, но и к видимому спектру света. Для получения инфракрасной фотографии необходим специальный инфракрасный светофильтр.
Изображения, которые мы видим на инфракрасных фотографиях, демонстрируют физическое свойство предметов — отражать или поглощать инфракрасное излучение, но ни в коем случае не излучаемое объектом тепло. Так, к примеру, вода и небо максимально поглощают инфракрасное излучение, а листва и облака максимально отражают. Поэтому на инфракрасных фотографиях листву и облака мы видим максимально белыми, а небо и воду максимально чёрными. Это явление называется Вуд-эффект, в честь физика и фотографа Роберта Вуда, который в 1910 году впервые опубликовал инфракрасные фотографии.
Инфракрасные волны проникают на несколько миллиметров в кожу и дают матовый оттенок кожи на портретах, а глаза часто выглядят чёрными.
Цветную инфракрасную фотографию можно рассматривать только в условных цветах, которые зависят от баланса белого или эффектов, созданных в графическом редакторе.
Человеческий глаз воспринимает определённый спектр светового излучения — от фиолетового до красного. Все что левее фиолетового и правее красного, человеческий глаз не может видеть без специальных приборов. Левее фиолетовой видимой части спектра находится — ультрафиолетовое, рентгеновское и радиационное излучение, а правее красной видимой части — инфракрасный свет, микроволновое излучение и радиоволны.

## Историческая справка
Инфракрасное излучение было открыто в 1800 году английским астрономом У. Гершелем. Занимаясь исследованием Солнца, Гершель искал способ уменьшения нагрева инструмента, с помощью которого велись наблюдения. Определяя с помощью термометров действия разных участков видимого спектра, Гершель обнаружил, что «максимум тепла» лежит за насыщенным красным цветом и, возможно, «за видимым преломлением». Это исследование положило начало изучению инфракрасного излучения.
Первые несколько десятилетий после изобретения фотографии съёмка в инфракрасном диапазоне была невозможна, поскольку естественная чувствительность галогенидов серебра лежит в сине-фиолетовой и ультрафиолетовой областях спектра. Регистрация длинноволновых излучений стала возможна лишь после открытия в 1873 году Германом Фогелем явления спектральной сенсибилизации. Однако, даже красный свет стал доступным для фотоматериалов только в 1906 году, когда Бенно Гомолка изобрёл сенсибилизатор пинацианол.
Первые инфракрасные фотографии были опубликованы в феврале 1910 года, в журнале Century Magazine, а в октябре 1910 года журнал Королевского фотографического общества опубликовал фотографии Роберта Вуда (Robert Wood), который обнаружил необычные эффекты на инфракрасной фотографии. Теперь этот эффект носит его имя — Вуд-эффект. Вуд сделал эти фотографии на экспериментальном типе плёнки, которому была необходима очень длинная выдержка, поэтому большинство его фотографий — это пейзажи.
Одной из главных причин, способствовавших интенсивным разработкам инфракрасных сенсибилизаторов, стало открытие того факта, что инфракрасное излучение в наименьшей степени поглощается и рассеивается атмосферой. Поэтому быстро развивающаяся аэрофотография требовала аэрофотоплёнок с высокой чувствительностью к соответствующим диапазонам излучения для съёмки с больших высот. Первые инфракрасные фотоматериалы были разработаны в США во время Первой мировой войны для спектрального анализа и аэрофотосъёмки. После 1930 года компания Kodak и другие производители начали выпускать инфракрасные фотоплёнки для астрономии.
Инфракрасная фотография стала популярной среди фотолюбителей, после 1930 года, когда инфракрасная фотоплёнка стала доступна для них.
Журнал The Times начинает регулярно публиковать пейзажи, сделанные их фотографами с использованием инфракрасной плёнки Ilford. К 1937 году пятью производителями, включая Agfa, Kodak и Ilford уже производилось 33 вида инфракрасной плёнки. Также появилась инфракрасная киноплёнка, она была использована для создания эффектов день-ночь в кино, ярким примером является псевдо-ночь воздушных сцен в фильме Невеста наложенным платежом с участием Джеймса Кэгни и Бетт Дейвис.

### Использование инфракрасной фотографии в оформлении музыкальных альбомов конца 1960-х годов
Из-за необычных результатов инфракрасная фотография стала популярной среди многих музыкантов 1960-х годов — Джими Хендрикс, Донован, Фрэнк Заппа и Grateful Dead использовали инфракрасную фотографию для оформления своих альбомов. Цвета и эффекты, которые даёт инфракрасная плёнка хорошо вписывалась в психоделическую эстетику, появившуюся в конце 1960-х годов.
Например, фото на обложке альбома Донована А gift from a flower to a garden 1993.

## Инфракрасный фильтр
Инфракрасные фильтры бывают двух типов:

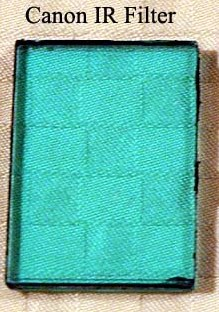
Canon 300D IR cut-off filter

- Блокирующий
- Пропускающий

### Блокирующий фильтр
В обычной фотографии инфракрасное излучение ничего кроме смещения баланса белого не несёт, поэтому задача блокирующего фильтра максимально обрезать инфракрасное излучение. Такой фильтр обычно устанавливается в цифровые фотокамеры перед сенсором. Именно наличием блокирующего фильтра обусловлены длинные выдержки при инфракрасной фотографии на цифровой фотоаппарат.

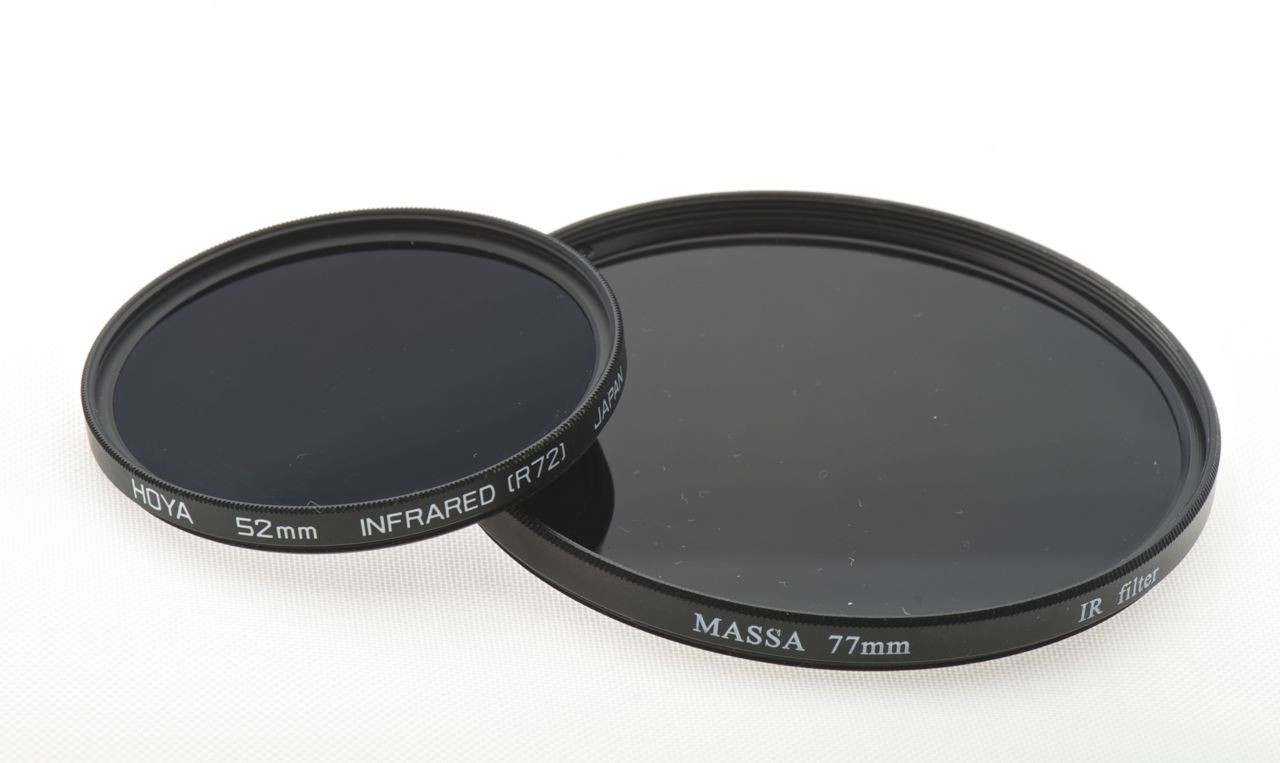
Инфракрасный фильтр, используемый в инфракрасной фотографии.

### Пропускающий фильтр
Данный тип фильтра предназначен для отсечения всего спектра излучения, кроме инфракрасного. Несмотря на то, что матрицы цифровых камер чувствительны к инфракрасному излучению, их чувствительность к видимому свету в сотни, а то и в тысячи раз больше, поэтому, чтобы сделать ИК-фотографию, необходимо блокировать видимый свет. Инфракрасные фильтры блокируют излучение, начиная с разной длины волн, и, в зависимости от производителя, могут называться по-разному. В таблице приведены названия и характеристики некоторых из них.
| nm   | Wratten | Hoya  | Schott (Heliopan) | B+W | Другие       |
| ---- | ------- | ----- | ----------------- | --- | ------------ |
| 600  | #25     | #25А  | OG590             | 090 | Tiffen 25    |
| 625  | #29     | -     | RG630             | 091 | Tiffen 29    |
| 680  | #70     | -     | RG665             | -   | -            |
| 695  | -       | -     | RG695             | 092 | -            |
| 700  | -       | R70   | -                 | -   | -            |
| 715  | -       | -     | RG715             | -   | -            |
| 720  | #89B    | R72   | -                 | -   | Cokin A/P007 |
| 750  | #88A    | -     | -                 | -   | -            |
| 760  | -       | IR76  | -                 | -   | -            |
| 780  | -       | IR80  | RG780             | -   | Tiffen 87    |
| 795  | #87     | -     | -                 | -   | -            |
| 830  | -       | IR83  | RG830             | 093 | -            |
| 850  | #87C    | IR85  | RG850             | -   | -            |
| 860  | -       | RM86  | -                 | -   | -            |
| 930  | #87B    | RM90  | -                 | -   | -            |
| 1000 | -       | RM100 | RG1000            | 094 | -            |
| 1050 | #87A    | -     | -                 | -   | -            |